# Chavães
Chavães é uma povoação portuguesa sede da Freguesia de Chavães do Município de Tabuaço, freguesia com 9,94 km² de área e 299 habitantes (censo de 2021), tendo, por isso, uma densidade populacional de 30,1 hab./km².
Chavães está situada a cerca de 3 km da sede do município. Foi vila e sede de concelho entre 1265 e 1836. Tinha, em 1801, 469 habitantes e 15 km² e era composto pelas freguesias da sede e de Vale de Figueira.
É uma freguesia essencialmente rural que cultiva batata e, sobretudo, cereal. Muito exposta às invernias, a povoação é batida pelo vento suão e são frequentes os gelos durante a estação mais fria do ano. É considerável a produção da castanha, em decrescimento um pouco por todo o lado.
A emigração despovoou Chavães, onde o viver quotidiano é difícil e sem perspectivas de amealhar riquezas. Por isso muitos dos jovens emigraram para a França, a Suíça e a Alemanha. Outros preferiram ficar mais perto, indo à procura de emprego nas grandes cidades.
Os vestígios da antiguidade desta terra quase se apagaram de todo, pouco mais restando para além do pelourinho setecentista (1698). Junto a este ficava a cadeia, que foi transformada em casa de habitação, a comprovar a importância antiga desta povoação que, em 1265, recebeu foral assinado pelos Azevedos, senhores de Baião, confirmado por D. Afonso III três anos depois.
Os mais velhos falam que, em tempos antigos, existiu um hospital nesta localidade. Talvez tivesse sido na Idade Média. No entanto não há provas documentais seguras que provem a existência ou não de um antigo hospital em Chavães.
O orago da paróquia independente de Chavães é S. Martinho de Tours. O povo faz a festa a Nossa Senhora dos Milagres e a Santa Bárbara em Agosto. E o S. Martinho é festejado a 11 de Novembro.
Os cantares típicos da região são cantados durante todo o ano, nomeadamente pelo Rancho de São Martinho de Chavães.

## Demografia
A população registada nos censos foi:
| Distribuição da População por Grupos Etários | Distribuição da População por Grupos Etários | Distribuição da População por Grupos Etários | Distribuição da População por Grupos Etários | Distribuição da População por Grupos Etários |
| -------------------------------------------- | -------------------------------------------- | -------------------------------------------- | -------------------------------------------- | -------------------------------------------- |
| Ano                                          | 0-14 Anos                                    | 15-24 Anos                                   | 25-64 Anos                                   | > 65 Anos                                    |
| 2001                                         | 69                                           | 43                                           | 161                                          | 99                                           |
| 2011                                         | 62                                           | 57                                           | 194                                          | 72                                           |
| 2021                                         | 41                                           | 27                                           | 136                                          | 95                                           |

## Património
- Igreja de Chavães
- Capela de Santa Maria Madalena, de Chavães
- Capela de Nossa Senhora dos Milagres, no Outeiro de Chavães
- Pelourinho de Chavães

A igreja foi construída no século XVIII, por volta do ano 1705. A sua arquitetura ostenta uma certa beleza e a torre sineira tem a particularidade de se apresentar separada do corpo da igreja. O teto das Renascença foi substituído por um forro moderno e pintado, sem qualquer valor artístico. No altar-mor existem seis colunas salomónicas com motivos vegetais, e os característicos pelicanos a debicar suculentos cachos de uvas.
Existem ainda duas capelas, a de invocação a Santa Madalena e a mais pequena de Nossa Senhora dos Milagres, (1870). A última foi mandada construir por uma pessoa que sofria de uma doença então incurável, a lepra. No meio de tanto sofrimento lembrou-se de pedir ajuda a Nossa Senhora, para que fizesse um milagre e que o curasse. Com a promessa de mandar construir uma capela do tamanho do seu quarto. Como tal milagre aconteceu, a capela foi construída e também uma imagem a quem puseram o nome de Nossa Senhora dos Milagres.
Existiu em Chavães um forno Concelheiro do povo, símbolo da vida comunitária local, desaparecida.